# Condado de Monroe (Ohio)
El condado de Monroe (en inglés: Monroe County), fundado en 1813, es uno de 92 condados del estado estadounidense de Ohio. En el año 2000, el condado tenía una población de 15,180 habitantes y una densidad poblacional de 13 personas por km². La sede del condado es Woodsfield. El condado recibe su nombre en honor a James Monroe. 

## Geografía
Según la Oficina del Censo, el condado tiene un área total de 1,185 km², de la cual 1,180 km² es tierra y 5 km² (0.42%) es agua.

### Condados adyacentes
- Condado de Belmont (norte)
- Condado de Marshall, Virginia Occidental (noreste)
- Condado de Clark, Virginia Occidental (este)
- Condado de Tyler, Virginia Occidental (sureste)
- Condado de Washington (sur)
- Condado de Noble (oeste)

## Demografía
Según la Oficina del Censo en 2000, los ingresos medios por hogar en el condado eran de $30,467, y los ingresos medios por familia eran $36,297. Los hombres tenían unos ingresos medios de $33,308 frente a los $19,628 para las mujeres. La renta per cápita para el condado era de $15,096. Alrededor del 13.90% de la población estaban por debajo del umbral de pobreza.

## Municipalidades

### Villas
| - Antioch - Beallsville - Clarington | - Graysville - Jerusalem - Lewisville | - Miltonsburg - Stafford | - Wilson - Woodsfield |

### Áreas no incorporadas
| - Cameron - Hannibal - Laings - Malaga | - Rinard Mills - Sardis - Sycamore Valley |

### Municipios
El condado de Monroe está dividido en 18 municipios:
| - Adams - Benton - Bethel - Center - Franklin | - Green - Jackson - Lee - Malaga - Ohio | - Perry - Salem - Seneca - Summit | - Sunsbury - Switzerland - Washington - Wayne |